# Grb Benina
Grb Benina, je prvotno usvojen 1964., te ponovno usvojen 1990. nakon što je zamijenjen 1975.
Na vrhu grba nalaze se dva roga napunjena kukuruzom i pijeskom, što predstavlja prosperitet. Ispod toga nalazi se štit kojeg pridržavaju dva leoparda.   
Štit je podijeljen na četiri kvadrata. U gornjem lijevom kvadratu nalazi se dvorac Somba, koji predstavlja povijest Benina. U gornjem desnom kvadratu nalazi se Zvijezda Benina, najviše državno odlikovanje. U donjem desnom kvadratu nalazi se brod, koji predstavlja dolazak europljana u Benin, dok je u donjem lijevom kvadratu stablo palme.   
Ispod štita nalazi se geslo Benina (na francuskom) "Fraternite, Justice, Travail" (Bratstvo, pravda, rad). 

## Vanjske poveznice
- Grb Benina